# ブリティッシュ・ブルドッグス
ザ・ブリティッシュ・ブルドッグス（The British Bulldogs）は、プロレスにおけるタッグチームである。
イギリス出身のプロレスラー、ダイナマイト・キッドとデイビーボーイ・スミスによって組まれた。ブリティッシュ・ブルドッグスのチーム名は、彼らが1985年にWWF入りした際に付けられた。

## 来歴
1980年代前半、カナダ・カルガリーのスタンピード・レスリングを主戦場としていたダイナマイト・キッドは、日本では新日本プロレスのジュニアヘビー級戦線で藤波辰巳や初代タイガーマスク（佐山聡）らと激闘を繰り広げ、スターとして活躍していた。キッドの従兄弟であるデイビーボーイ・スミスも1983年11月より新日本マットに参戦、ジュニアヘビー級では突出したパワーファイターとして人気レスラーの仲間入りを果たした。
1984年11月、全日本プロレスへ揃って電撃移籍し、本格的にタッグチームを結成して世界最強タッグ決定リーグ戦に出場。スタン・ハンセン&ブルーザー・ブロディのミラクルパワーコンビをはじめ、ヘビー級のレスラーがメインの全日本マットでもスピーディーなコンビネーションで活躍、肉体的にもビルドアップし、両者ともヘビー級に転向した。当時の全日本マットでは、カルガリー出身のカナディアン・ルイス（ベン・バサラブ）を加えたトリオでも活動している。
1985年、スタンピード・レスリングを買収したWWFと契約し、ブリティッシュ・ブルドッグス（The British Bulldogs）のチーム名で売り出される。雌ブルドッグのマティルダ（Matilda）をマスコット犬として帯同し、キャプテン・ルー・アルバーノをマネージャーに迎え、ベビーフェイスのタッグチームとしてWWFの全米サーキットに参加。超大型コンビのビッグ・ジョン・スタッド&キングコング・バンディ、反米タッグのアイアン・シーク&ニコライ・ボルコフ、ベテランのザ・ファンクス（ホス・ファンク&テリー・ファンク）、ザ・ムーンドッグス（レックス&スポット）など、様々なチームを相手に好勝負を展開する。特に、カルガリー時代の盟友でもあるハート・ファウンデーション（ブレット・ハート&ジム・ナイドハート）は彼らの最大のライバル・チームであり、全米各地で熾烈な抗争を繰り広げた。
同じ英国人のオジー・オズボーンがセコンド役を務めた1986年4月7日のレッスルマニア2では、ドリーム・チーム（グレッグ・バレンタイン&ブルータス・ビーフケーキ）を破りWWF世界タッグ王座を獲得。翌1987年1月26日にハート・ファウンデーションに敗れるまで、長期間に渡って王座を保持した。
その後もドン・ムラコ&カウボーイ・ボブ・オートン、デモリッション（アックス&スマッシュ）、ブレイン・バスターズ（タリー・ブランチャード&アーン・アンダーソン）らと激闘を展開。モントリオール出身のフランス系カナダ人チーム、ファビュラス・ルージョー・ブラザーズ（レイモンド・ルージョー&ジャック・ルージョー）とはリング内外で抗争劇を演じた。
アメリカマットで大きな実績を築いた後、1988年末にWWFを離脱。その後はスタンピード・レスリングや全日本プロレスに復帰し、スタンピード・レスリングでは1988年12月7日、キューバン・アサシン&ジェリー・モローのキューバン・コマンドスを破ってインターナショナル・タッグ王座を獲得。翌1989年2月12日には、カンザスシティのWWAが全日本プロレスと合同で開催したイベント "International Bash" において、ロックンロール・エクスプレス（リッキー・モートン&ロバート・ギブソン）とのドリーム・タッグマッチが行われた。
1989年は全日本プロレスの世界最強タッグ決定リーグ戦にも5年ぶりに出場したが、1990年にチームを解散。デイビーボーイ・スミスはシングルプレイヤーとなり、その際WWFでは「ブリティッシュ・ブルドッグ」のリングネームを名乗った。

## ニュー・ブリティッシュ・ブルドッグス
デイビーボーイ・スミスとのチーム解消後、ダイナマイト・キッドは全日本プロレスにおいて、ジョニー・スミスをパートナーに新たなブリティッシュ・ブルドッグスを結成した。この両者によるチームは便宜上オリジナルとの混同を避けるため、日本ではニュー・ブリティッシュ・ブルドッグス（The New British Bulldogs）と呼ばれる。古巣のスタンピード・レスリングにも出場していたが、「ブリティッシュ・ブルドッグス」の名称はWWFに商標登録されていたため、北米ではブリティッシュ・ブルーザーズ（The British Bruisers）と呼ばれていた。
この新コンビで1991年4月6日、小橋健太&ジョニー・エースを破りアジアタッグ王座を獲得するものの、キッドが同年末に現役引退を表明したために解散。1993年にキッドが現役復帰した際、一時ジョニー・スミスとのタッグを復活させたが、再び来日が途絶えるようになり、チームは継続しなかった。

## 獲得タイトル
ブリティッシュ・ブルドッグス (オリジナル)
- ワールド・レスリング・フェデレーション
  - WWF世界タッグ王座：1回[5]
- スタンピード・レスリング
  - インターナショナル・タッグ王座：2回[9]

ニュー・ブリティッシュ・ブルドッグス
- 全日本プロレス
  - アジアタッグ王座：1回[13]